# Blue Dolls
Le Blue Dolls sono un trio vocale femminile italiano, specializzato nel canto armonizzato secondo lo stile lanciato negli anni '30 dal Trio Lescano. Il loro repertorio spazia dalle canzoni italiane e americane degli anni '30 e '40 fino a motivi famosi compresi fra gli anni '60 e '80.

## Storia
Le Blue Dolls sono nate artisticamente nel 2005. Il gruppo era composto inizialmente da Erika Celesti, Federica Pallante e Viviana Dragani, nate come ballerine jazz e in seguito coriste nel musical "Mille lire al mese", rappresentato al Teatro Carignano di Torino.
Dal 2009, al posto di Erika e Federica, sono subentrate Angelica Dettori (soprano) e Flavia Barbacetto (contralto) e nel 2017 Daniela Placci (soprano) ha preso il posto di Viviana Dragani. Il trio, che accompagna il canto col ballo e la recitazione, è accompagnato dai "Blue Dolls Boys", costituiti da Paolo Volante al pianoforte, Marco Parodi alla chitarra, Riccardo Vigorè al contrabbasso e Luca Rigazio alla batteria. Successivamente collaborano Eleonora Strino alla chitarra, Samuele Perduca, sempre alla chitarra, e Nicolas Megna alla batteria.
Le Blue Dolls hanno tenuto centinaia di concerti in teatri italiani e stranieri, hanno al loro attivo decine di apparizioni televisive e hanno interpretato vocalmente le canzoni del Trio Lescano nel film televisivo RAI "Le ragazze dello swing".
Hanno più volte collaborato con Drusilla Foer (co-protagoniste del videoclip "Che cosa" e "Musetto"), prendendo parte al suo fianco al Tour 2022 "Eleganzissimia - Drusilla Foer - Friends & Orchestra", e partecipando alla trasmissione televisiva RAI "L'Almanacco del giorno dopo". Hanno inoltre inciso le loro voci in alcuni brani del disco "Dru", presentato al Blue Note di Milano nel dicembre 2023. Hanno partecipato come Special Guests, a fianco di artisti come Stefano Bollani, Fabrizio Bosso, Luca Barbarossa e Drusilla Foer, al disco "Oltre il blu - Omaggio a Lelio Luttazzi", di Nico Gori & his Orchestra, prodotto dalla Fondazione Lelio Luttazzi e pubblicato per il Parco della Musica Records.

## Discografia
- 2009 – The Blue Dolls (Etichetta Suono Dabliu, CDWDS)
- 2013 – Mille lire al mese (Etichetta Suono Dabliu, BS002)
- 2023 - Oltre il blu (Etichetta Parco della Musica)

## Filmografia
- Le ragazze dello swing